# Palazzo Longo
Palazzo Longo è un palazzo storico di Venezia situato nel sestiere di  Cannaregio.
Il palazzo, realizzato in stile architettonico gotico, è ubicato nella Fondamenta della Misericordia di fronte all'ex convento dei Servi e presenta elaborazioni appartenenti al XV secolo.
Il piano nobile è caratterizzato da una trifora e da quattro monofore.
Fu Nicolò Longo a volere erigere questo palazzo. Alla fine del settecento, a causa di difficoltà economiche da parte della famiglia, il palazzo passò dai Longo ai Lippomano e in seguito alla facoltosa famiglia Vendramin.
Nel 2007 è stato ristrutturato dagli attuali proprietari privati.
La somiglianza di alcuni particolari si ritrova in altri palazzi di Venezia come nel palazzo Caotorta.